# Хмелина (Тамбовская область)
Хмелина — деревня Бондарского района Тамбовской области России. Находится в составе Кривополянского сельсовета.

## География
Расположен на северо-востоке региона, в лесной местности, у реки Хмелина. Возле деревни находились кордоны Кузнецовский и Кобзенский.

## История
Основана в 1626 году переселенцами из Мордовии.
Ранее называлась Хмелинка.
В соответствии с Законом Тамбовской области от 17 сентября 2004 года № 232-З входит в образованное муниципальное образование Кривополянский сельсовет.

## Население
| 2002 | 2010 |
| ---- | ---- |
| 33   | ↘7   |

## Инфраструктура
Во времена коллективизации около деревни добывался торф. Его использовали для отопления, как органическое удобрение для сельского хозяйства. Также в те годы берёзу брали как заготовку древесного угля, а из коры гнали дёготь.
В 1961 году все колхозы Кривополянского сельсовета объединили в единый совхоз «Пахотноугловский», ставший в ряду крупнейших хозяйств района. Бывшие колхозы стале отделениями совхоза; во 2-е отделение вошли сёла Кривополянье, Большое Никольское, Фёдоровка, Хмелина, Красная Поляна (выселки Большеникольские).

## Транспорт
Просёлочная дорога.